# Jerónimo Galcerán
Jerónimo Galcerán y Tarrés (Prats de Llusanés, 21 de mayo de 1820 – Conanglell, 23 de marzo de 1873) fue un militar carlista español que participó en las tres guerras carlistas y fue uno de los principales cabecillas catalanes de la tercera guerra carlista, resultando muerto en campaña.

## Biografía
Hijo de José Galcerán y Escrigás, fue cadete carlista en los colegios militares de La Nou y de Borredá, donde los carlistas tenían establecidas academias militares, y alférez de Granaderos en un batallón carlista de Cataluña en la Primera Guerra, en que se había distinguido su padre.
Jerónimo Galcerán se distinguió por su valor en el campo de batalla, especialmente en los combates de Peracamps, Moyá, Manlleu, Ripoll, Roda y en el Asedio de Solsona, en el cual fue gravemente herido. La guerra acabó mientras se recuperaba en Berga, marchándose entonces a Francia.
Estuvo exiliado en Bourges hasta que en 1847 entró de nuevo en campaña, con el empleo de capitán. Por su bizarría en la Guerra de los Matiners el General Cabrera le apellidó el León Catalán. Acabada aquella campaña se dedicó al comercio y tras el destronamiento de Isabel II, se puso de nuevo al servicio de la causa legitimista.

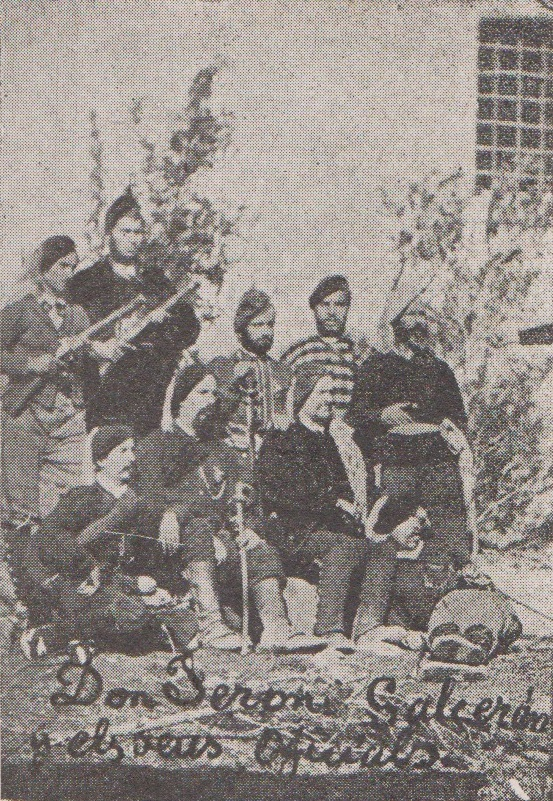
Jerónimo Galcerán y sus oficiales

El general carlista Castells le encomendó la organización de los carlistas del distrito de Vich y con la ayuda de muchos propietarios de la Plana de Vich logró componer un Batallón de más de 11.000 hombres. Organizó asimismo el carlismo en Berga, y al estallar la tercera guerra carlista se lanzó a la campaña en abril de 1872, entrando en varias poblaciones y logrando atraer a muchos antiguos liberales.
En San Pedro de Torelló tuvo una escaramuza con fuerzas de la Guardia Civil. Los voluntarios carlistas, casi todos bisoños, se espantaron un poco al comenzar el tiroteo y ver dos o tres heridos, pero la serenidad de Galcerán les hizo mantener el valor.
Con el General Castells hizo frente a una columna liberal en los montes de Vallcebre, que obligó a los liberales a dispersarse. Aquella victoria proporcionó algunos días de descanso a los carlistas y les permitió aumentar sus efectivos. Más tarde Jerónimo Galcerán atacó Tarrasa y entró en el recinto de la ciudad. Pocos días después fue herido en una pierna en el combate de Sallent. En 1873 fue nombrado comandante general carlista de la Provincia de Barcelona tras ser destituido el General Castells.

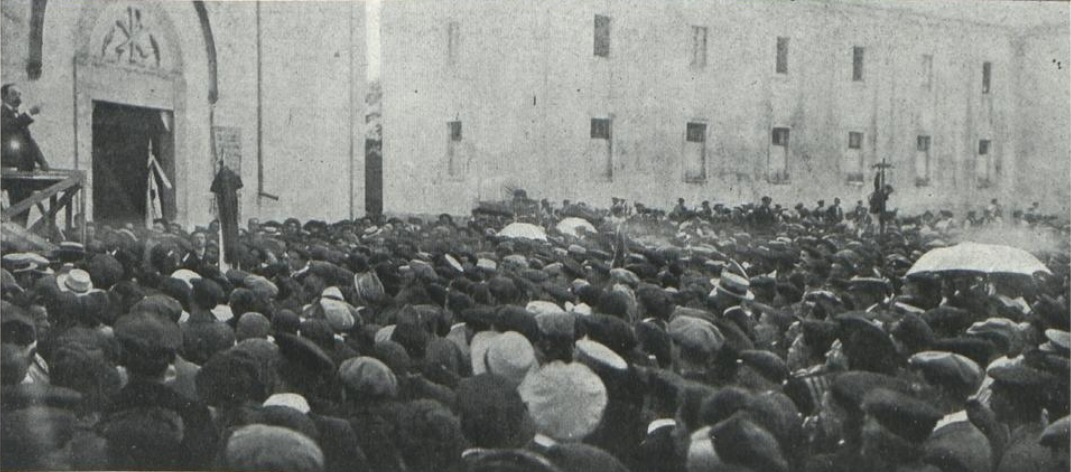
Concentración de jaimistas catalanes en Conanglell (1912)

Curado de la herida volvió a la lucha, y en menos de un mes triplicó el contingente de sus fuerzas carlistas. Durante el ataque a Ripoll estuvo encargado de rechazar la columna enemiga que había en Vich, para evitar que acudiera en auxilio de los defensores de Ripoll. El Coronel Galcerán tenía unos mil hombres en San Hipólito de Voltregá. Cuando salió de Vich la columna republicana, el coronel carlista Martín Miret rompió el fuego con sus fuerzas, retirándose con orden hasta encontrar en las inmediaciones del castillo de Orís al Coronel Galcerán, quien entró también en acción, y sin contar las fuerzas contrarias se precipitó sobre ellas, cayendo entonces herido de tanta gravedad que falleció en Conanglell el día siguiente en el llamado Foc de la Gleva, que tuvo lugar el 23 de marzo de 1873.

## Legado

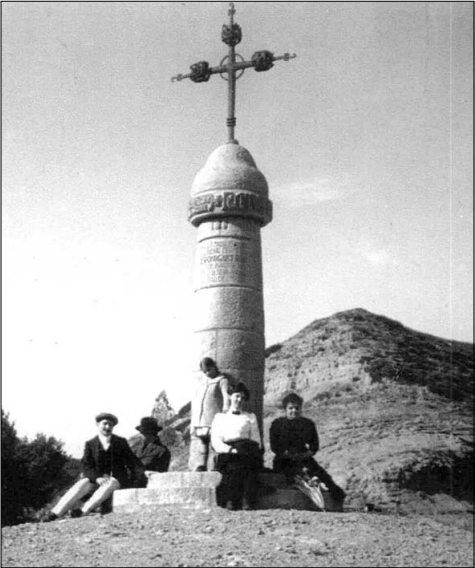
Antiguo monumento a Jerónimo Galcerán, actualmente destruido.

Tras su muerte, el general carlista Ruiz de Larramendi, entregó a la viuda de Jerónimo Galcerán un autógrafo de Don Alfonso de Borbón y Austria-Este, entonces General en Jefe de los carlistas de Cataluña, junto con el decreto ascendiendo a Brigadier a su marido, que tan querido y popular se había hecho en toda Cataluña.
En junio de 1912 los carlistas catalanes celebraron un multitudinario aplec en Conanglell, cerca de Torelló, con la asistencia de cerca de 15.000 personas, e inauguraron un monumento en el lugar en que cayó mortalmente herido Galcerán, que fue costeado por suscripción entre los carlistas.
Durante la guerra civil española el monumento fue destruido. En 2003 fue erigido un nuevo monumento en el lugar del anterior, pero en la década de 2010 le cayó un rayo y actualmente se encuentra en ruinas.

## Familia
El padre de Jerónimo Galcerán, José Galcerán y Escrigás, fue el primero que en 1833 dio el grito de Viva Carlos V en Cataluña, por lo que los liberales lo encerraron en un fuerte de Prats de Llusanés, junto con algunos de sus hijos, durante más de dos años.
Un hermano de Jerónimo Galcerán, el Reverendo Don José, párroco de Viñolas de Orís, también se distinguió en la última guerra carlista. Participó en algunos alijos de armas, por lo que fue encarcelado y procesado. Logró escapar de prisión y se fue al campo carlista, tomando parte en varias acciones. En la acción de Navarcles cayó gravemente herido. Fue ascendido a teniente coronel. No usó otro distintivo militar que la espada al cinto, la boina y un Cristo colgado al cuello. Al terminar la guerra volvió a ocupar su parroquia. Posteriormente ganó el Curato de le Parroquia de Nuestra Señora de la Piedad de Vich y falleció en esta ciudad después de una larga enfermedad.